# Planerad stad

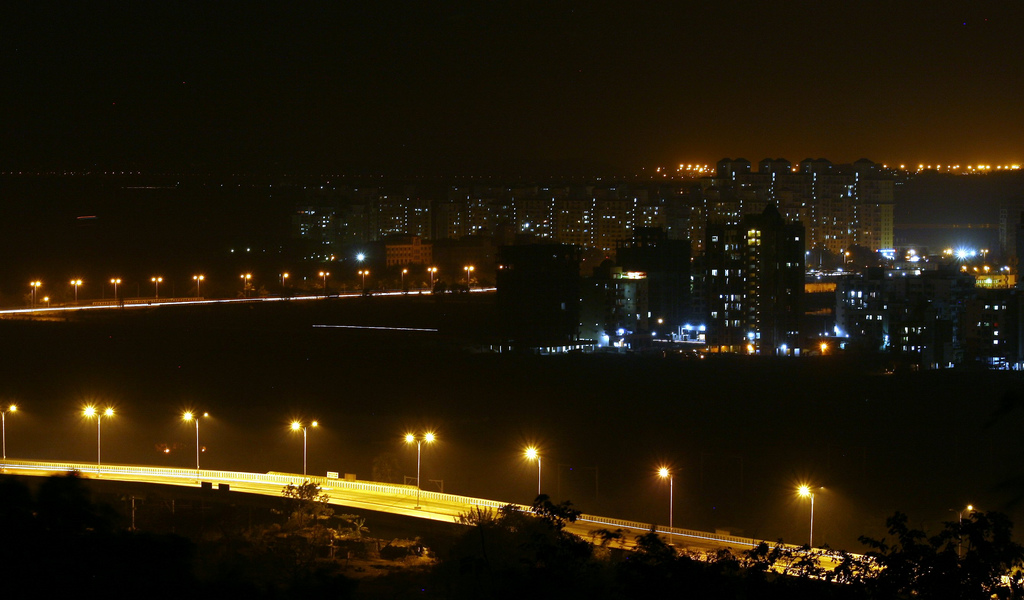
Navi Mumbai i Indien är en av världens största planerade städer.

En planerad stad är en stad som är noggrant stadsplanerad före sin tillkomst och oftast är byggd i tidigare oanvända landområden. Motsatsen är en stad som har växt fram organiskt och utvecklats efter hand. Markanvändningskonflikter är ovanliga i planerade städer. Två exempel på program för att skapa planerade städer är de brittiska new towns och de franska villes nouvelles.

## Exempel i Sverige
- Falköping
- Göteborg planerades och byggdes som en stor befästningsstad från grunden under 1600-talet.
- Hässleholm
- Karlskrona planerades som en större stad och marinbas från grunden på 1600-talet.
- Kiruna byggdes som bruksort i samband med öppnandet av den stora järnmalmsgruvan.
- Nässjö
- Det nya Kalmar på Kvarnholmen byggdes som befästningsstad från 1650-talet
- Fredrikshamn, från början av 1800-talet i Finland, byggdes som befästningsstad
- Förorter till Stockholm
  - Farsta
  - Skarpnäcksfältet
  - Vällingby

## Exempel utanför Sverige
- Astana
- Bidhan Nagar
- Brasília, ny huvudstad
- Canberra, ny huvudstad i Australien
- Chandigarh, ny delstatshuvudstad i Indien
- La Grande-Motte, semesterort i Frankrike
- Greenbelt
- Louvain-la-Neuve
- Naypyidaw
- New Delhi, ny huvudstad i Brittiska Indien
- Oyala
- Valencia, Kalifornien
- Wolfsburg, industristad i Tyskland
- Zamość